# Медаль «200 років Міністерству оборони»
Медаль «200 років Міністерству оборони» — відомча медаль Міністерства оборони Російської Федерації, створена наказом Міністра оборони Російської Федерації № 300 від 30 серпня 2002 року.

## Правила нагородження
Згідно з Положенням медаллю «200 років Міністерству оборони» нагороджуються:
- особовий склад Збройних Сил Російської Федерації, який сумлінно виконує посадові обов'язки і має вислугу 25 років і більше у календарному обчисленні;
- військовослужбовці інших військ, військових формувань і органів, в яких законодавством Російської Федерації передбачена військова служба, за рішенням Міністра оборони Російської Федерації.

## Правила носіння
Медаль носиться на лівій стороні грудей і розташовується після медалі Міністерства оборони Російської Федерації «За відзнаку у військовій службі».

## Опис медалі
Медаль виготовляється з металу сріблястого кольору, має форму кола діаметром 32 мм з опуклим бортиком з обох сторін. На лицьовому боці медалі у центрі — рельєфне зображення емблеми Збройних Сил Російської Федерації; під нею — рельєфне зображення обрамленого знизу лавровою гілкою картушного щиту з написом у два рядки «200 лет» (200 років); по колу в нижній частині — рельєфний напис: «МИНИСТЕРСТВО ОБОРОНЫ» (МІНІСТЕРСТВО ОБОРОНИ). На зворотному боці медалі рельєфний напис: в центрі — «1802 — 2002», по колу — «МИНИСТЕРСТВО ВОЕННЫХ СУХОПУТНЫХ СИЛ — МИНИСТЕРСТВО ОБОРОНЫ» (МІНІСТЕРСТВО ВІЙСЬКОВИХ СУХОПУТНИХ СИЛ — МІНІСТЕРСТВО ОБОРОНИ).
Медаль за допомогою вушка і кільця з'єднується з п'ятикутною колодкою, обтягнутою шовковою муаровою стрічкою шириною 24 мм З правого краю стрічки помаранчева смуга шириною 10 мм, оточений чорною смугою шириною 2 мм, ліворуч — срібляста смуга шириною 12 мм, посередині якої — червона смуга шириною 2 мм
Елементи медалі символізують:
- зображення увінчаного короною двоголового орла з розпростертими крилами, що тримає в правій лапі меч, а в лівій — лавровий вінок, на грудях якого розміщений щит із зображенням вершника, що вражає списом дракона, — офіційний символ Збройних Сил Російської Федерації, побудований на основі Державного герба Російської Імперії періоду створення Військового міністерства;
- емблема Збройних Сил Російської Федерації у поєднанні із зображенням картушного щита, обрамленого лавровою гілкою, — спадкоємність бойових традицій різних поколінь військовослужбовців та цивільних спеціалістів центральних апаратів органів військового управління, що забезпечують діяльність Збройних Сил Російської Федерації.

## Додаткові заохочення нагородженим
Згідно з Федеральним законом РФ «Про ветеранів» та прийнятих на його розвиток підзаконних актів нагородження медаллю «200 років Міністерству оборони» при наявності відповідного трудового стажу або вислуги років дає право на присвоєння одержувачу звання «ветеран праці».